# Sergei Konstantinowitsch Krikaljow
Sergei Konstantinowitsch Krikaljow (russisch Сергей Константинович Крикалёв, wiss. Transliteration Sergej Konstantinovič Krikalëv; * 27. August 1958 in Leningrad, RSFSR) ist ein ehemaliger sowjetischer und russischer Kosmonaut. Vom 27. März 2009 bis zum 1. April 2014 war er Leiter des inzwischen zivilen Juri-Gagarin-Kosmonautentrainingszentrums. Gegenwärtig ist er stellvertretender Direktor des Zentralen Forschungsinstituts für Maschinenbau (ZNIImasch).
Mit sechs Raumflügen und rund 803 Tagen Gesamtaufenthalt im Erdorbit war er von 2005 bis 2015 der Raumfahrer mit der insgesamt längsten Aufenthaltsdauer im Weltall, bis Gennadi Padalka diesen Rekord überbot und er durch den sechsten Flug von Juri Malentschenko auf der Liste der Raumfahrer mit der längsten Aufenthaltsdauer im Weltall auf Platz drei zurückgefallen ist. 
Krikaljow studierte Konstrukteurswesen und Maschinenbau am Leningrader Mechanischen Institut. Bereits 1985 profilierte er sich als Raumfahrtexperte durch seine Hilfe bei der Rettung der ins Trudeln geratenen Station Saljut 7.

## Kosmonautentätigkeit
Am 2. September 1985 wählte ihn die Staatliche Zwischenbehördliche Kommission als Kosmonauten aus. Nach erfolgreichem Abschluss der Grundausbildung im Jahre 1986 bereitete er sich im Rahmen des Programmes Buran als Mitglied der vorgesehenen Besatzung unter dem Kommandanten Alexander Schtschukin auf einen Einsatz vor.

### Sojus TM-7
Nach dem Wechsel in das Programm Mir führte ihn dann sein erster Raumflug mit dem Raumschiff Sojus TM-7 am 26. November 1988 zur Raumstation Mir. Zusammen mit seinem Kommandanten Alexander Wolkow bildete er die Mission Mir EO-4, die sich mit den Mir-Aufenthalten der sowjetischen Kosmonauten Wladimir Ljachow und Waleri Poljakow sowie Jean-Loup Chrétien aus Frankreich und Abdul Ahad Mohmand aus Afghanistan überlappte. Krikaljow landete am 27. April 1989 wieder mit Sojus TM-7. Sein erster Raumflug hatte 151 Tage gedauert.

### Sojus TM-12
Sein zweiter Flug zur Mir startete am 18. Mai 1991 mit Sojus TM-12. Seine Mission hatte die Bezeichnung Mir LD-3, und dieses Mal dauerte sein Aufenthalt an Bord der Raumstation 311 Tage und enthielt sieben Außenbordeinsätze. Krikaljow kehrte am 25. März 1992 an Bord von Sojus TM-13 zur Erde zurück.

### STS-60
Im Oktober 1992 kündigte die US-amerikanische Weltraumbehörde NASA an, dass bei einem künftigen Flug des Space Shuttles ein erfahrener Kosmonaut an Bord sein würde. Krikaljow war einer der beiden, die von der russischen Raumfahrtbehörde nominiert wurden, und nahm am NASA-Astronauten-Training teil.
Somit vollzog er seinen dritten Raumflug an Bord der Raumfähre Discovery. Er war der erste russische Raumfahrer, der in einem US-amerikanischen Raumschiff startete. Diese Mission STS-60 dauerte vom 3. Februar bis zum 11. Februar 1994.
Bei weiteren Shuttle-Missionen im Rahmen des Shuttle-Mir-Programms arbeitete er in der Flugleitzentrale in Houston. So unterstützte er die Flüge STS-63, STS-71, STS-74 und STS-76 als Capcom.

### STS-88
Auch seinen vierten Raumflug führte Krikaljow an Bord eines Space Shuttles durch. Vom 4. Dezember bis zum 16. Dezember 1998 flog er an Bord der Endeavour die Mission STS-88, bei der aus den Modulen Sarja und Unity die Internationale Raumstation (ISS) zusammengesetzt wurde.

### ISS-Expedition 1
Krikaljow gehörte zur ersten Stammbesatzung der ISS. Am 31. Oktober 2000 begann an Bord der Sojus TM-31 sein fünfter Raumflug. Er arbeitete als Bordingenieur der ISS-Expedition 1, bis das Shuttle Discovery (Mission STS-102) ihn und seine Kollegen William Shepherd und Juri Gidsenko am 20. März 2001 zur Erde zurückbrachte. Dieser Flug hatte 140 Tage gedauert.

### ISS-Expedition 11
Seinen sechsten und letzten Raumflug unternahm er am 15. April 2005 mit Sojus TMA-6 zu seinem zweiten Besuch auf der Internationalen Raumstation als Kommandant der ISS-Expedition 11. Er kehrte am 11. Oktober 2005 zur Erde zurück. Sergei Krikaljow stellte mit diesem Flug einen neuen Langzeitrekord auf, der erst 2015 von Gennadi Padalka gebrochen wurde. Seine Gesamtflugzeit beträgt 803 Tage, 9 Stunden und 41 Minuten. Rein rechnerisch hat er damit fast eine Marsreise hinter sich.
Mit diesem Flug zog er mit den Astronauten John Young, Story Musgrave, Franklin Chang-Diaz, Curtis Brown, Jim Wetherbee, Colin Michael Foale gleich, die vor ihm sechs Raumflüge absolvieren durften.
Während seiner Raumflüge hat er bei acht Außenbordeinsätzen insgesamt über 41 Stunden und 26 Minuten außerhalb von Raumstationen oder Raumfähren gearbeitet.

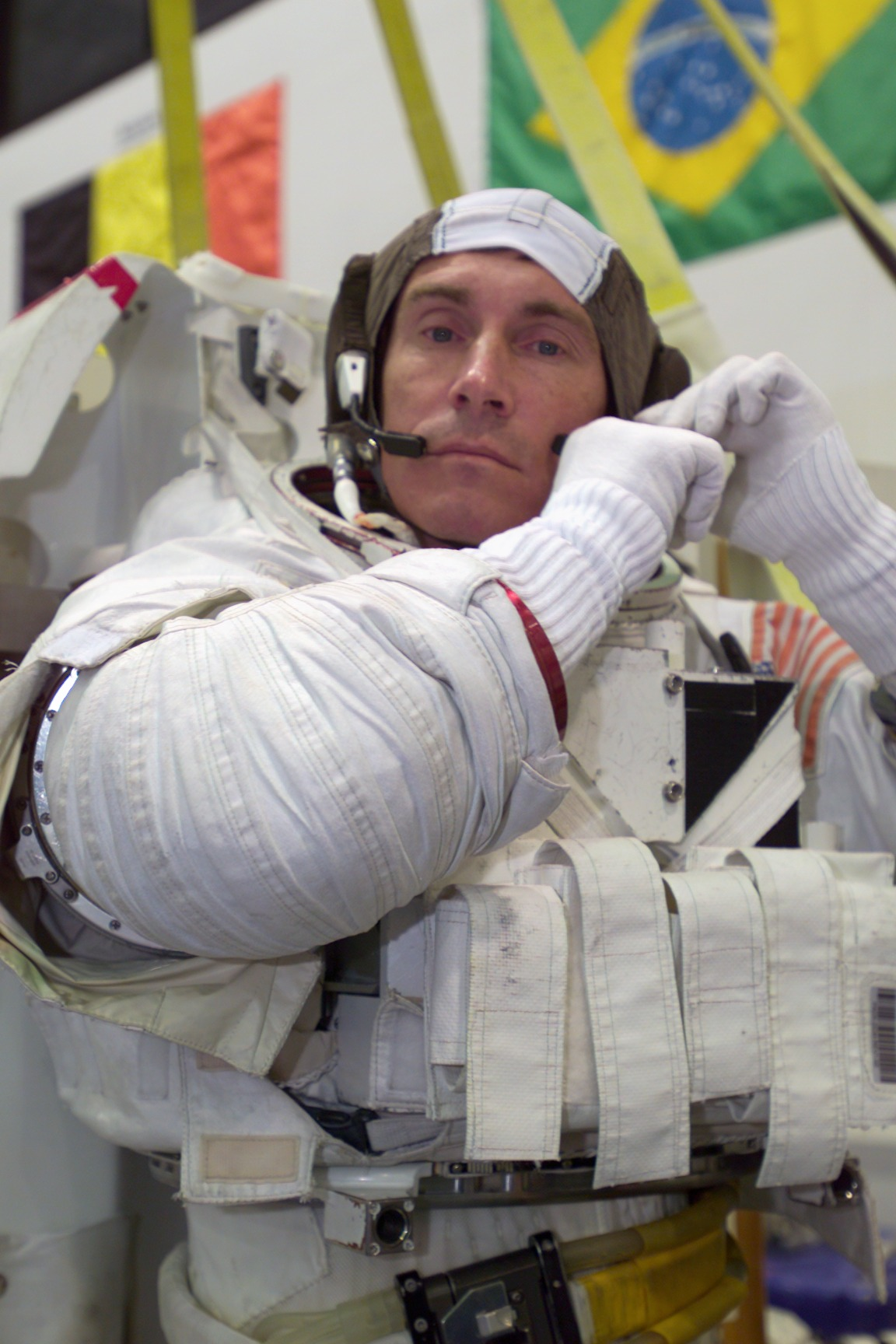
Sergei Krikaljow legt einen Trainingsraumanzug an.

## Besonderheiten der Sojus-TM-12/TM-13-Mission
Krikaljow war während der Auflösung der Sowjetunion auf der Mir stationiert. Er war am 18. Mai 1991 gestartet und erlebte im Weltall die Wahl Boris Jelzins zum russischen Präsidenten, den Putsch in Moskau, sowie die Auflösung der UdSSR.
Der Zerfall der Sowjetunion in die einzelnen Nationalstaaten verlängerte seinen Aufenthalt im Weltall um ein halbes Jahr. Aus politischen Gründen wurde im Oktober 1991 anstatt der vorgesehenen Langzeitablösung aus Russland der Kasache Toktar Aubakirow zur Mir geschickt, ein Kosmonaut ohne Langzeiterfahrung, der nach acht Tagen zur Erde zurückkehrte. Die Russen kamen damit einer Forderung der bald unabhängigen Republik Kasachstan entgegen, auf deren Staatsgebiet sich das Kosmodrom Baikonur befindet.
Wie sein Kollege Alexander Wolkow als Sowjetbürger gestartet, kehrte Krikaljow nach 10 Monaten am 25. März 1992 als Bürger der Russischen Föderation auf die Erde zurück. Darüber hinaus wurde während seines Fluges als Folge der politischen Veränderungen auch seine Heimatstadt Leningrad in St. Petersburg umbenannt.

## Zeitdilatation
Auf Grund der langen Aufenthaltsdauer, die Krikaljow im Orbit bei hohen Geschwindigkeiten verbracht hat, war er lange der Zeitdilatation ausgesetzt, also dem relativistischen Effekt, dass Objekte, die sich mit hoher Geschwindigkeit bewegen, eine Verlangsamung des Verlaufs der Zeit erleben; es wird geschätzt, dass sich für Krikaljow dieser Effekt insgesamt auf etwa 1/50 Sekunde, verglichen mit einem stationären Beobachter auf der Erde, summiert. Er wurde daher verkürzt als „produktivster Zeitreisender“ der Welt bezeichnet. Dieser (inoffizielle) Titel ist mittlerweile auf Gennadi Iwanowitsch Padalka übergegangen, der im Jahr 2015 Krikaljows Rekord als Kosmonaut mit der längsten Gesamtaufenthaltsdauer im All (873 Tage) abgelöst hat.

## Auszeichnungen
Im April 1989 wurde Krikaljow die Auszeichnung Held der Sowjetunion verliehen. Im April 1992 wurde ihm durch einen Erlass des damaligen russischen Präsidenten, Boris Jelzin, die Auszeichnung Held der Russischen Föderation verliehen. Nach Krikaljow ist der Asteroid (7469) Krikalev benannt.

## Privates
Krikaljow ist seit 1993 verheiratet und hat eine Tochter.